# ルノー・スポール
ルノー・スポール（Renault Sport）は、フランスの自動車会社、ルノー内にかつて存在したスポーツモデルの開発とモータースポーツ運営組織である。

## 設立の経緯

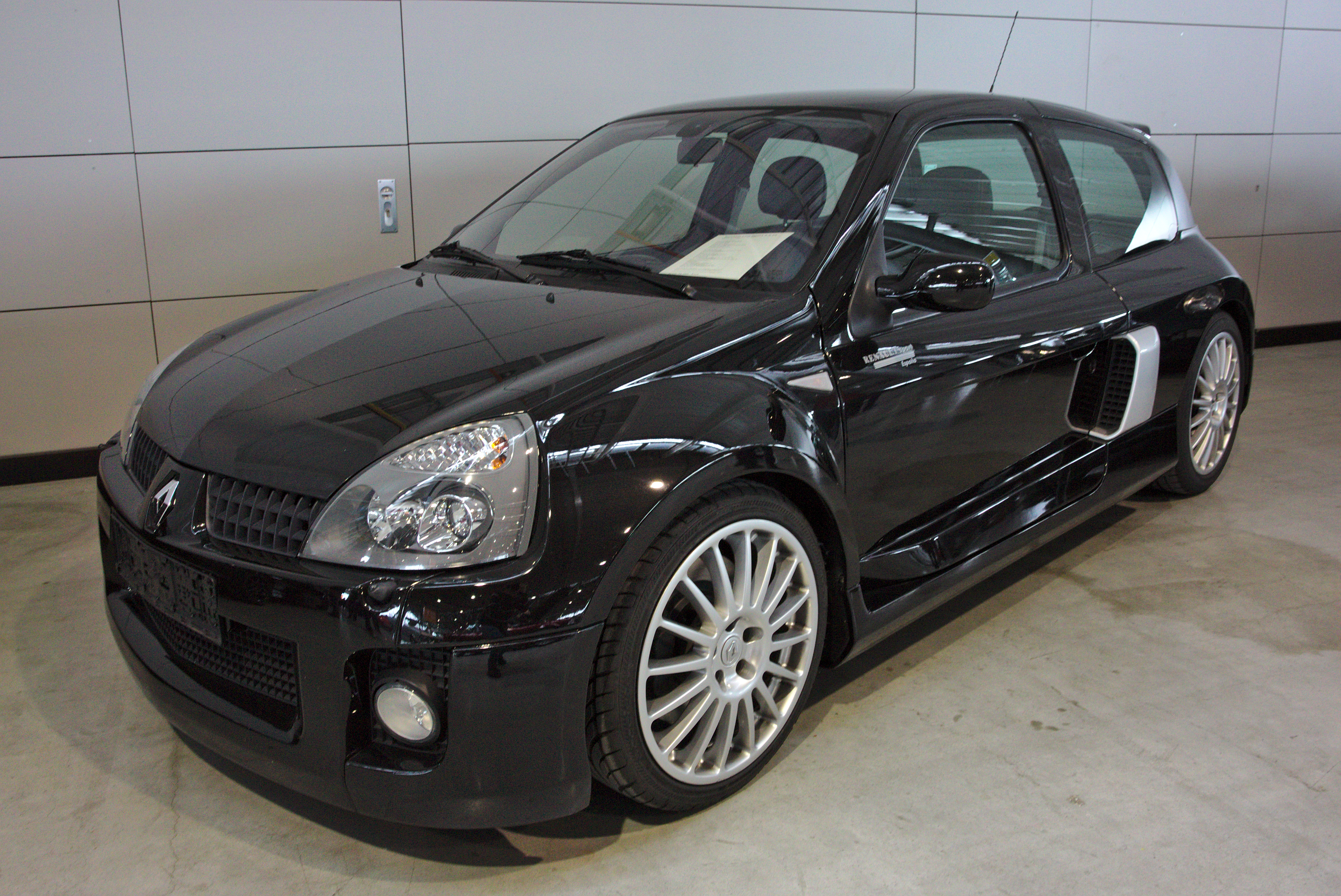
クリオ・ルノー・スポール V6

ルノーは会社発足以降、1900年代から技術の向上を目的にモータースポーツへの参加を積極的に行っており、第二次世界大戦後もアルピーヌやゴルディーニなどのチューナーを通じてル・マン24時間レースやラリーなどに積極的に参戦していた。
しかしながら独立したモータースポーツ専門部署を持たなかったルノーは、1969年にゴルディーニを買収。1973年にはアルピーヌも買収し、事実上のモータースポーツ部門として同社で競技車両を生産した。1976年にはアルピーヌの本社のあるフランス・ディエップにルノー・スポールを設立し、これにゴルディーニを統合した。アルピーヌは存続し、ルノー・スポールの一部の車両の開発を担った。
その後はモータースポーツで培った技術を市販車にフィードバックさせ、エンジンやサスペンション、トランスミッションなどを独自にチューンした「ルノー・スポール」バージョンを製作する一方、ウインドの開発も担当している。また一部車種の「GT」グレードの足回りも、ルノー・スポールが開発を行っている。
2021年5月1日をもって「アルピーヌ」ブランドと統合され、ルノーにおけるモータースポーツ部門は「アルピーヌ」ブランドに一本化されることになり、「ルノー・スポール」の名称は消滅した。

## レース活動

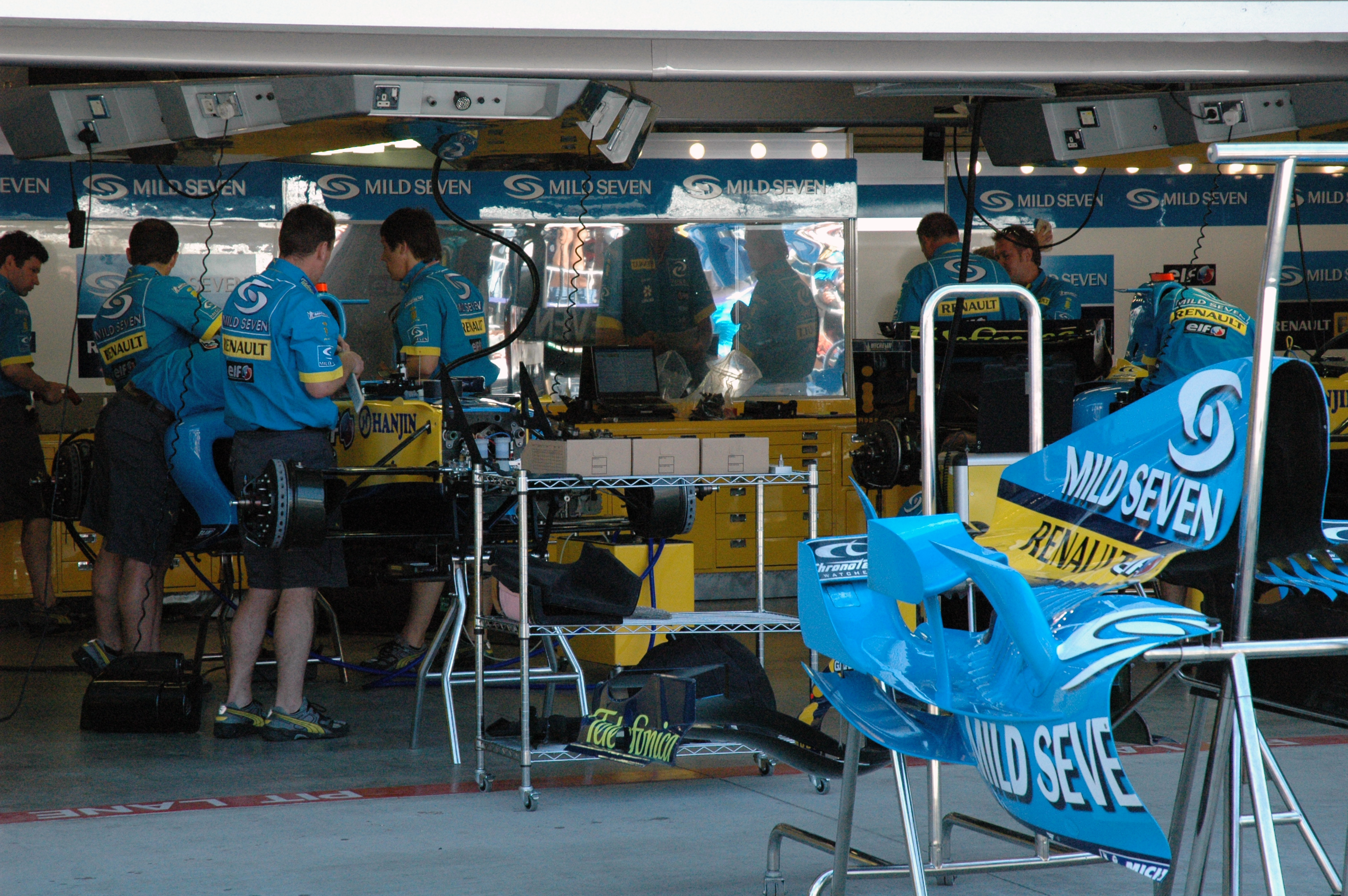
ルノーF1チームのピット（2005年）

F1やル・マン24時間レースなどの耐久レース、ラリーなど様々なカテゴリーで常にトップクラスの活躍を繰り広げ、2005年と2006年には2年連続でF1のコンストラクターズタイトルを獲得するなど、様々なカテゴリーで数々のタイトルを獲得した。

### ルノーF1チーム
2005年と2006年にF1のタイトルを獲得したルノーF1チームは旧ベネトン・フォーミュラを買収して社名変更した法人であり、ルノー・スポールとは同じルノー・グループ内であるが別法人である。

### フォーミュラカーレース

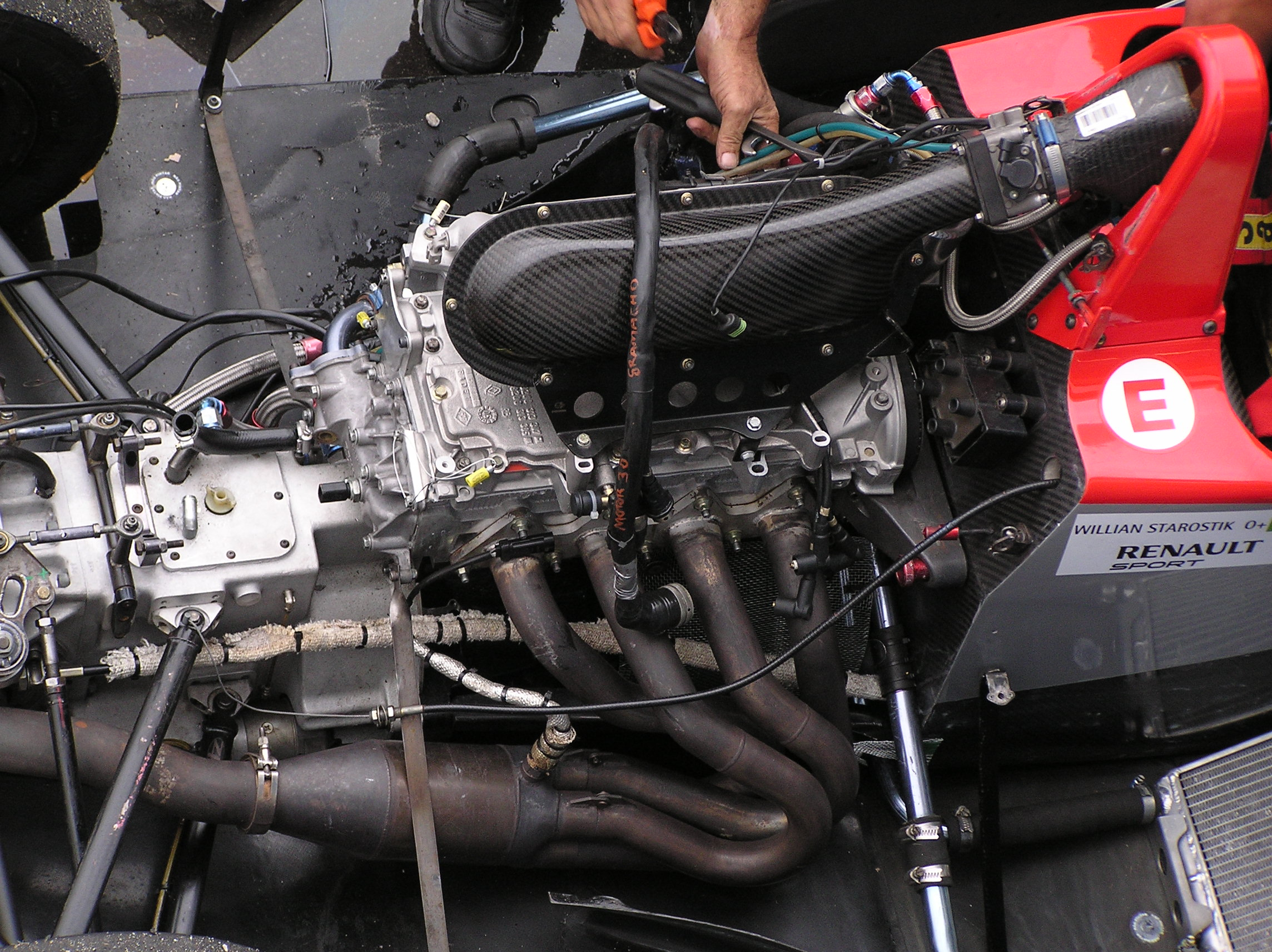
フォーミュラ・ルノーのF4Rエンジン

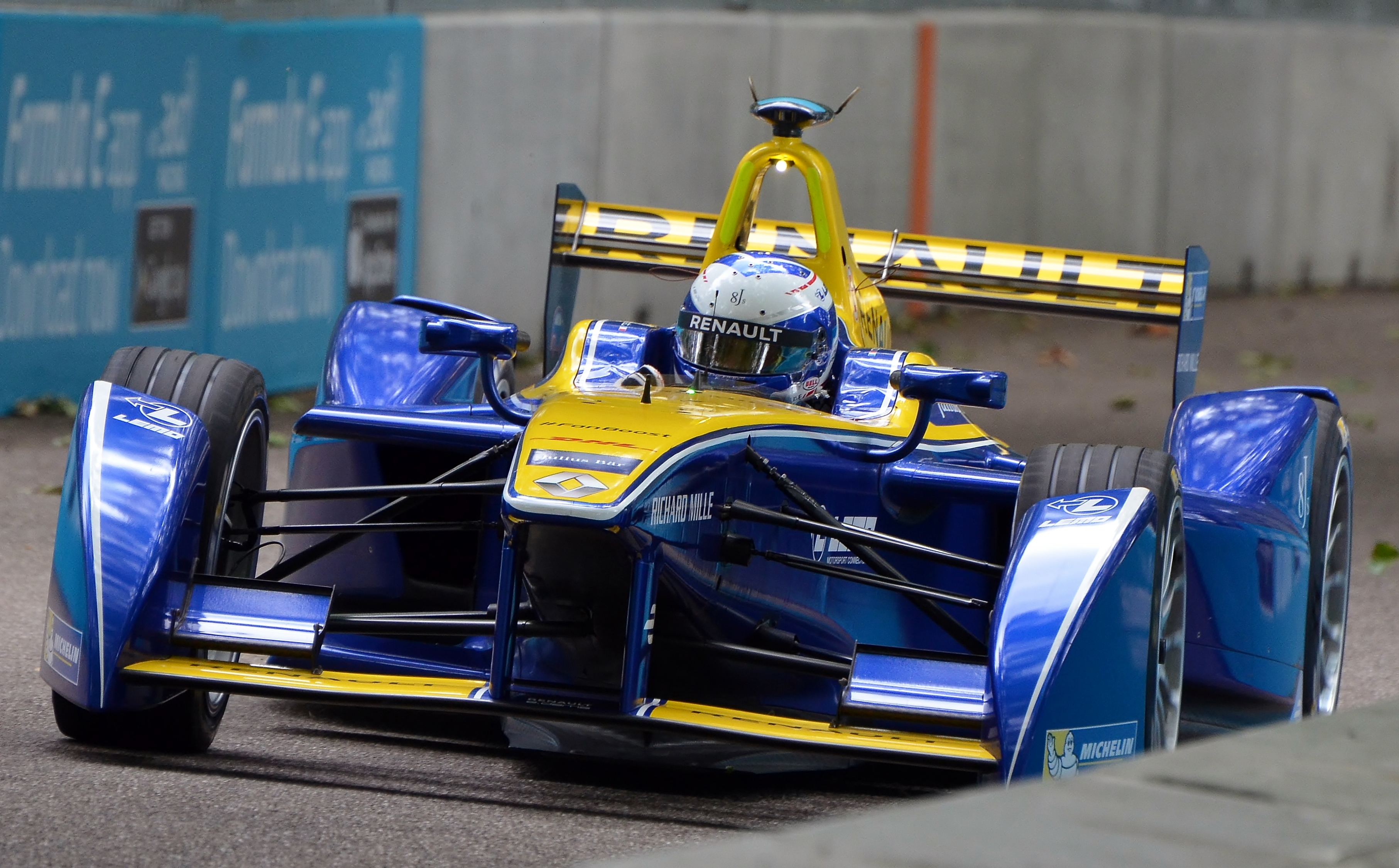
ルノー・e.Dams（2016年）

フォーミュラカーについてはF1以外にも、初級フォーミュラの「フォーミュラ・ルノー」や、中級フォーミュラの「フォーミュラ・ルノー3.5」（2005年にフォーミュラ・ルノーV6・ユーロカップとワールドシリーズ・バイ・ニッサンが統合され発足）を各国で展開していた。古くからF3へのエンジン供給による参戦も続けている他、F1の次に位置するカテゴリーであったGP2にもエンジン供給を行うなど（実際の供給業務はメカクロームに委託）、ヨーロッパのモータースポーツにとって欠かせない存在となっていた。しかしF1がスーパーライセンス取得条件にポイント制度を導入すると、国際自動車連盟（FIA）の直系ではない一連のフォーミュラ・ルノーシリーズは力を失い、ルノーは下位フォーミュラから撤退した。
2014年からはDAMSとの提携でフォーミュラEに初年度から参戦。第一期のワンメイクシャシーのSRT 01Eにはダラーラとともにルノーの名が冠されていた。ルノーは第一期～第三期のチームタイトルを3連覇し、第二期にはセバスチャン・ブエミがドライバーズチャンピオンにもなっている。第五期にはルノー傘下の日産と入れ替わる形で撤退しているが、ノウハウや技術の大部分を引き継いでいる。

### 耐久レース

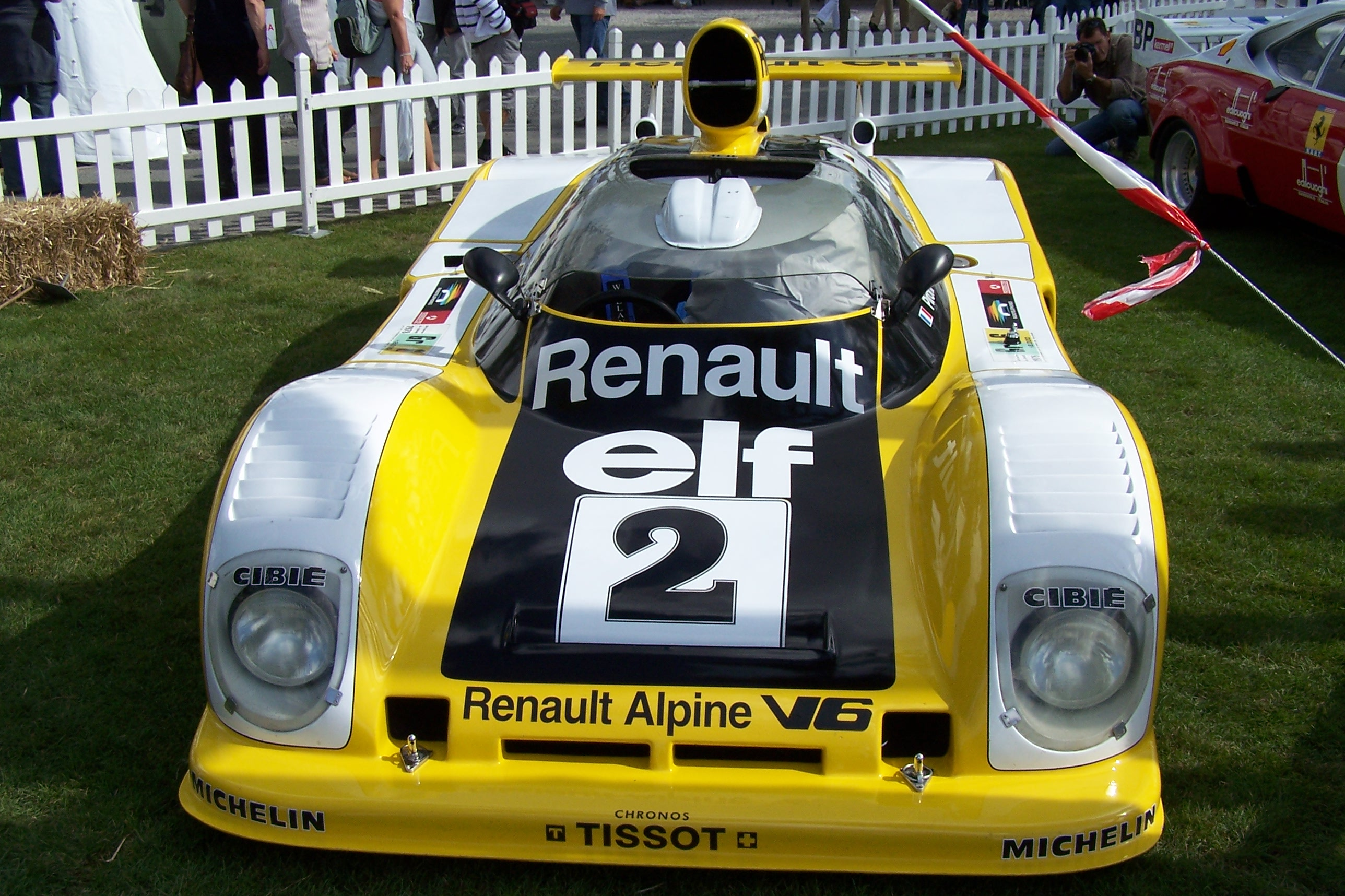
1978年のル・マン24時間で総合優勝したアルピーヌ・ルノーA442B

1950年代からアルピーヌやゴルディーニなどのチューナーを通じ、4CV、A110やA210、A441などでル・マン24時間レースに参戦し、数回クラス優勝していたが、1978年のル・マン24時間レースにターボエンジンを採用したグループ6仕様の、ルノー・アルピーヌ・A442（ディディエ・ピローニ/ジャン-ピエール・ジョッソー組）で、ポルシェ・935や936などの並み居るライバルを破り、念願の総合優勝を飾った。目的を果たしたルノーはこの年限りでF1に注力するために撤退した。
その後もル・マン24時間レースなどの耐久レースには、エンジンの供給やプライベートチームの参戦のサポートにより散発的に参戦している。近年はフランスのシグナチュール・チームを支援して『シグナテック・アルピーヌ』としてLMP2クラスにエントリーし、2016年の世界耐久選手権と、ル・マン24時間でクラス優勝を果たした。

### ラリー

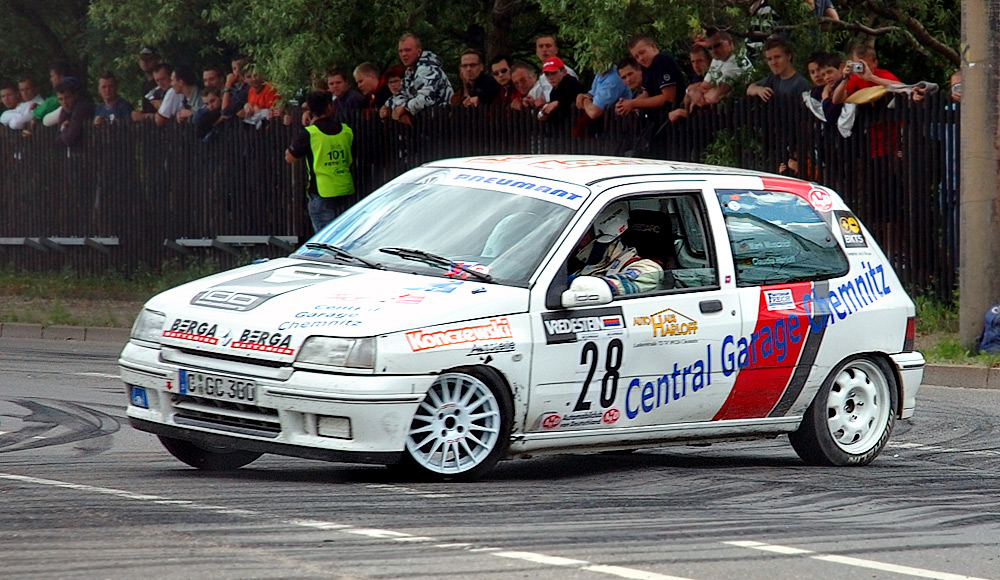
ルノー・クリオ ウィリアムズ

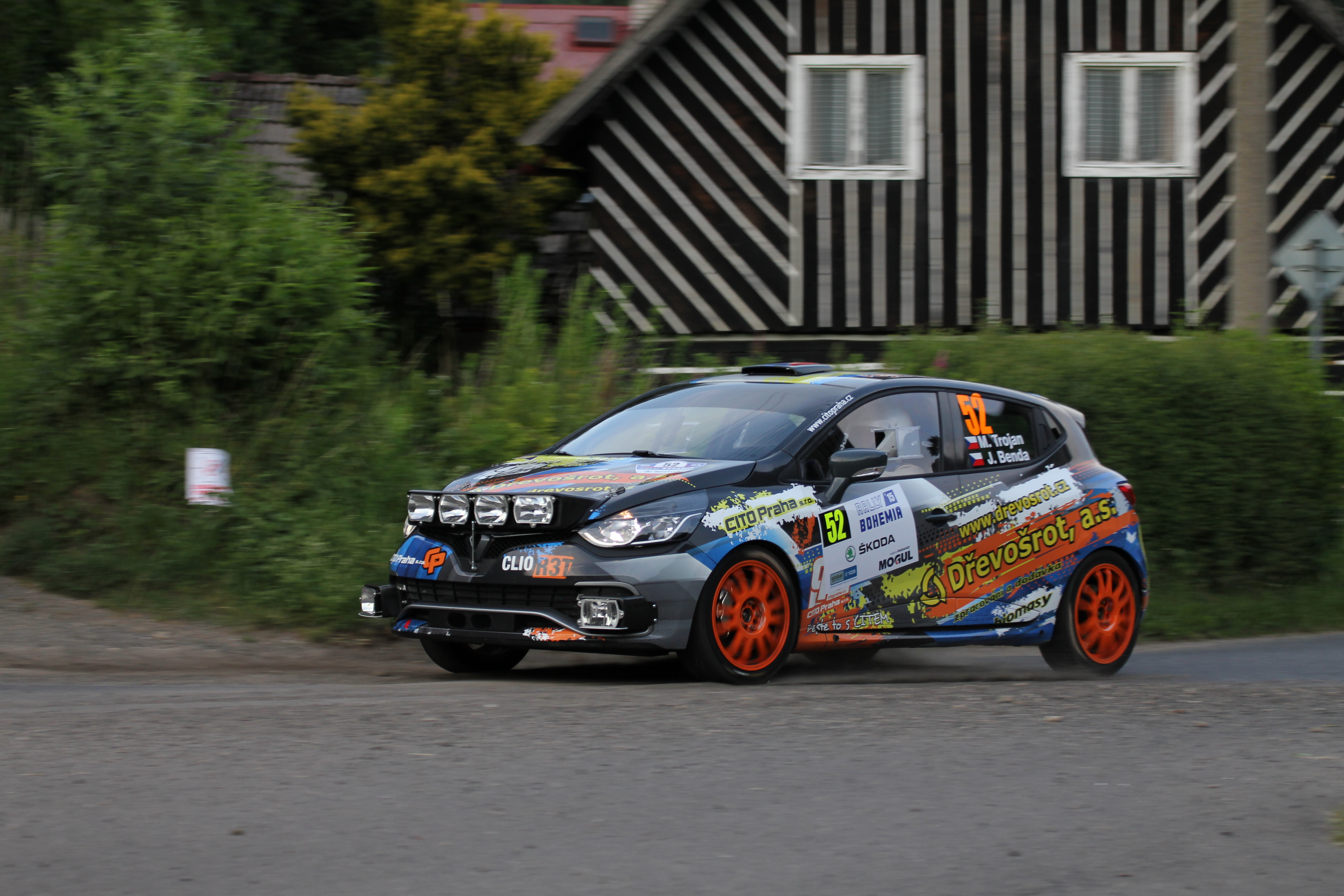
ルノー・クリオR3T

1950年のラリー・モンテカルロでの4CVのクラス優勝以降、1960年代後半から1970年代前半にかけて、ルノー8をベースにアルピーヌが製作したアルピーヌ・ルノーA110や、ゴルディーニが手を加えたルノー8・ゴルディーニが世界中のラリーで活躍した。特に1971年のラリー・モンテカルロでは、前人未到の1-2-3フィニッシュを達成した。その後も1970年代後半から1980年代中盤にかけて、「フランスの英雄」とまで言われた伝説的ドライバー・ジャン・ラニョッティがドライブする5ターボが数回優勝を飾る活躍を見せたが、タイトル獲得には至らなかった。
その後空白期間を経て、F2キットカーでフランス国内でプジョーと死闘を繰り広げた。同時期にWRC併催の2.0Lカップでは最終年にチャンピオンを獲得。
00年代に入ってジュニアラリー世界選手権（JWRC）にスーパー1600規定のクリオを供給し、2度チャンピオンマシンとなった。2013年にはERC（ヨーロッパ・ラリー選手権）に前輪駆動ながらグループN4のルノー・メガーヌ RSで、同選手権のプロダクションカップに参戦した。グループRally規定のクリオも2022年現在まで開発・販売を続けており、ワークス参戦こそ無いが、常にラリーへの関わりを持とうという意志が感じられる活動を続けている。

### ラリーレイド
ダカール・ラリーでは2013〜2018年に、ダスター（地域によってはダチアブランドでの販売）によりプロトタイプ規定のグループT1車両で参戦したが、良い結果は残せなかった。
ルノーはプライベーターによってダカールの四輪総合優勝やクロスカントリーラリー・ワールドカップのタイトル獲得を果たしたことはある（ルノー・20 4x4のマロー兄弟や、1997〜2002年にルノーが支援した「シュレッサー・バギー」）が、ルノー・スポールとしては優勝経験はない。

### ツーリングカーレース
1990年代のスーパーツーリングでは、F1で当時関わりのあったウィリアムズと共同開発したラグナを投入。1995年にBTCCのマニュファクチャラーズタイトル、1997年にドライバー・マニュファクチャラーの2冠を達成。特に1997年は24戦12勝という強さだった。
TCRではルノーの支援を受けたブコビッチ・モータースポーツがメガーヌRSで同規定車両を開発し、TCRドイツに参戦している。
5ターボやクリオ、メガーヌなどの市販モデルをベースにしたレーシングマシンによるワンメイクレースを古くから行っており、ルノー・スポールの主催で、ヨーロッパ各地で1990年代後半にはスパイダー（レーシング仕様）による「スパイダートロフィー」を、2005年からはメガーヌをベースにしたミッドシップマシンによるワンメイクレース「メガーヌ・トロフィー」を開催してきた。2015年からは専用マシンのR.S.01によるワンメイクレース「ルノー・スポール・トロフィー」を開催していたが、2016年を最後にこれらのワンメイクレースは廃止された。

### 若手ドライバー育成

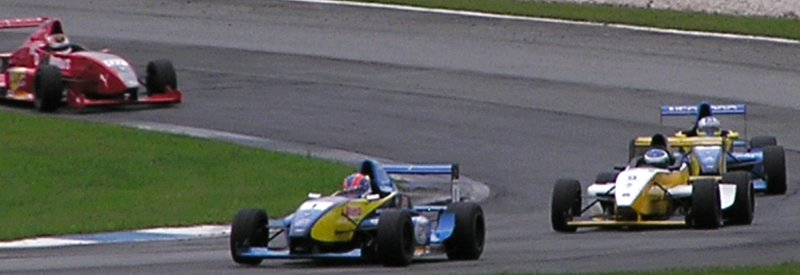
新人の登竜門 フォーミュラ・ルノー

古くから若手レーシングドライバーの育成に力を入れており、ルノーの後援を得てその後F1にキャリアアップしていったドライバーは、元F1ワールドチャンピオンのアラン・プロストやルネ・アルヌーなど数多い。
また2002年には、新たに「RDD(ルノー・ドライバーズ・ディベロップメント)」という育成プログラムを発足させ、フォーミュラ・ルノーやF3などへの参戦支援などを通じて、より充実した体制で若手レーシングドライバーの発掘と育成を行っており高い評価を得た。

## 市販車

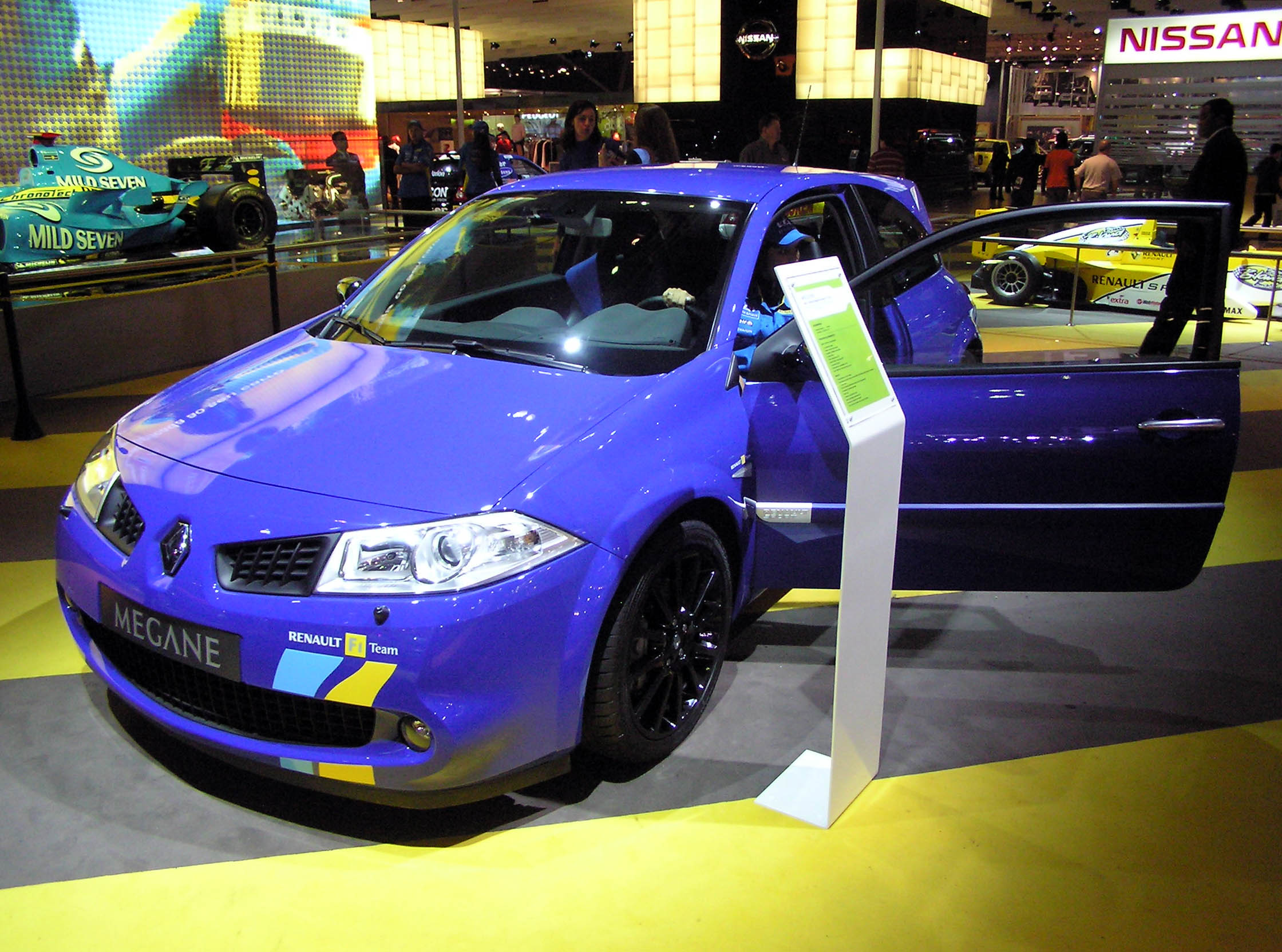
ルノー・メガーヌ・RS

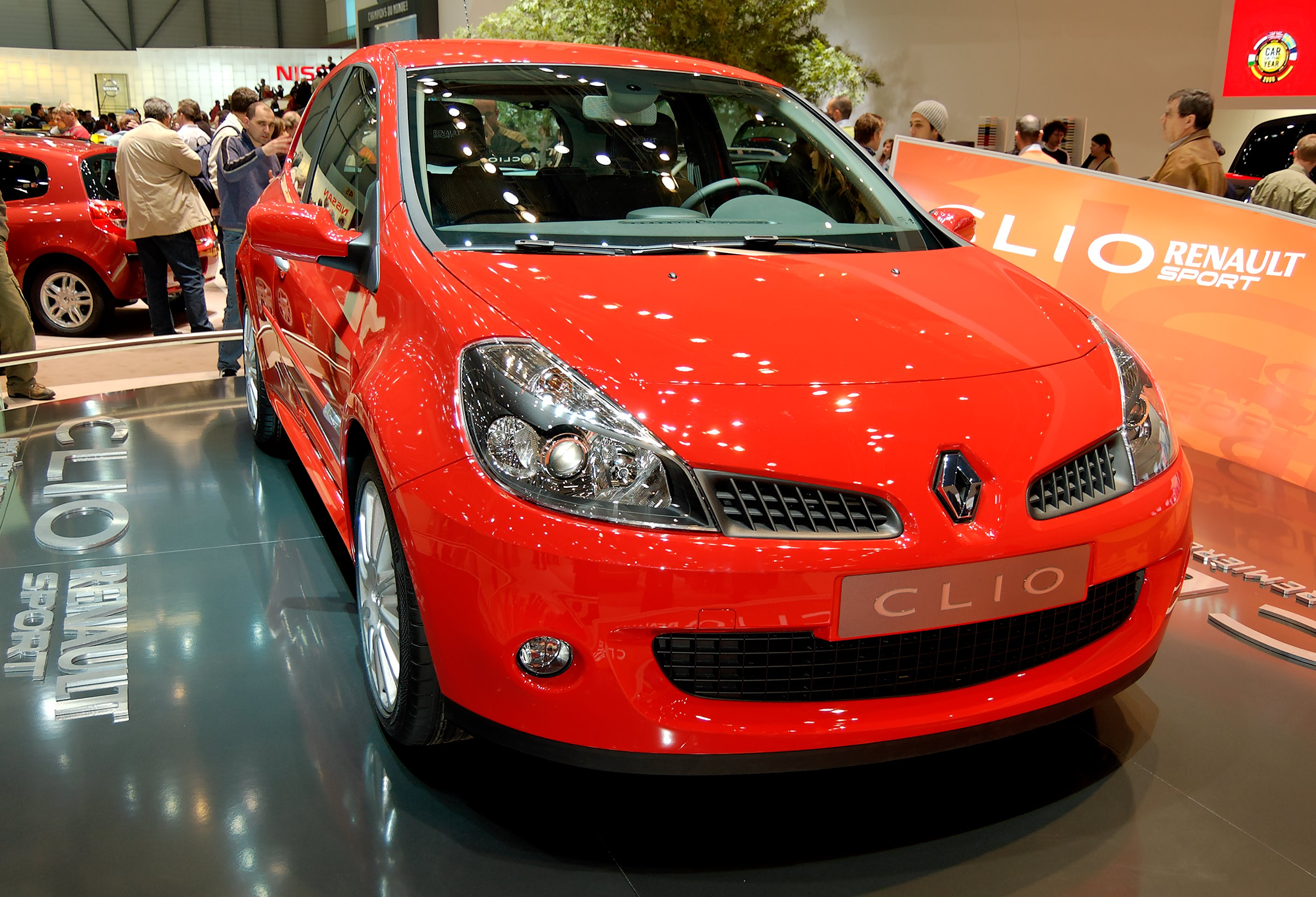
ルノー・クリオ・RS

### 「ルノー・スポール」バージョン
モータースポーツで培った高い技術を市販車にフィードバックさせ、エンジンやサスペンション、トランスミッションなどを独自にチューンした「ルノー・スポール」バージョン（R.S.）を、本社所在地のディエップ工場で製作していた。また、ウインド、メガーヌのエステートGT/エステートGT220においてはルノー・スポールの名こそ冠されないが、開発初期の段階から深く携わっている。ルノースポール開発の車両には、イニシャルのR.S.がつく。
- メガーヌ R.S.
- クリオ（日本名：ルーテシア） R.S.
- トゥインゴ R.S.

### スクーター
2001年頃にはスクーター業界にも参入し、ベネリとのOEM提携により、三輪のルノー・ユベロ、二輪のルノー・キャンパス、ルノー・フルタイム、ルノー・クラノス、ルノー・スペシメンを販売したが、2003年に販売したルノー・グルーミーを最後にベネリとのOEMを解消し、スクーターから撤退した。